# Parabellum (cartuccia)

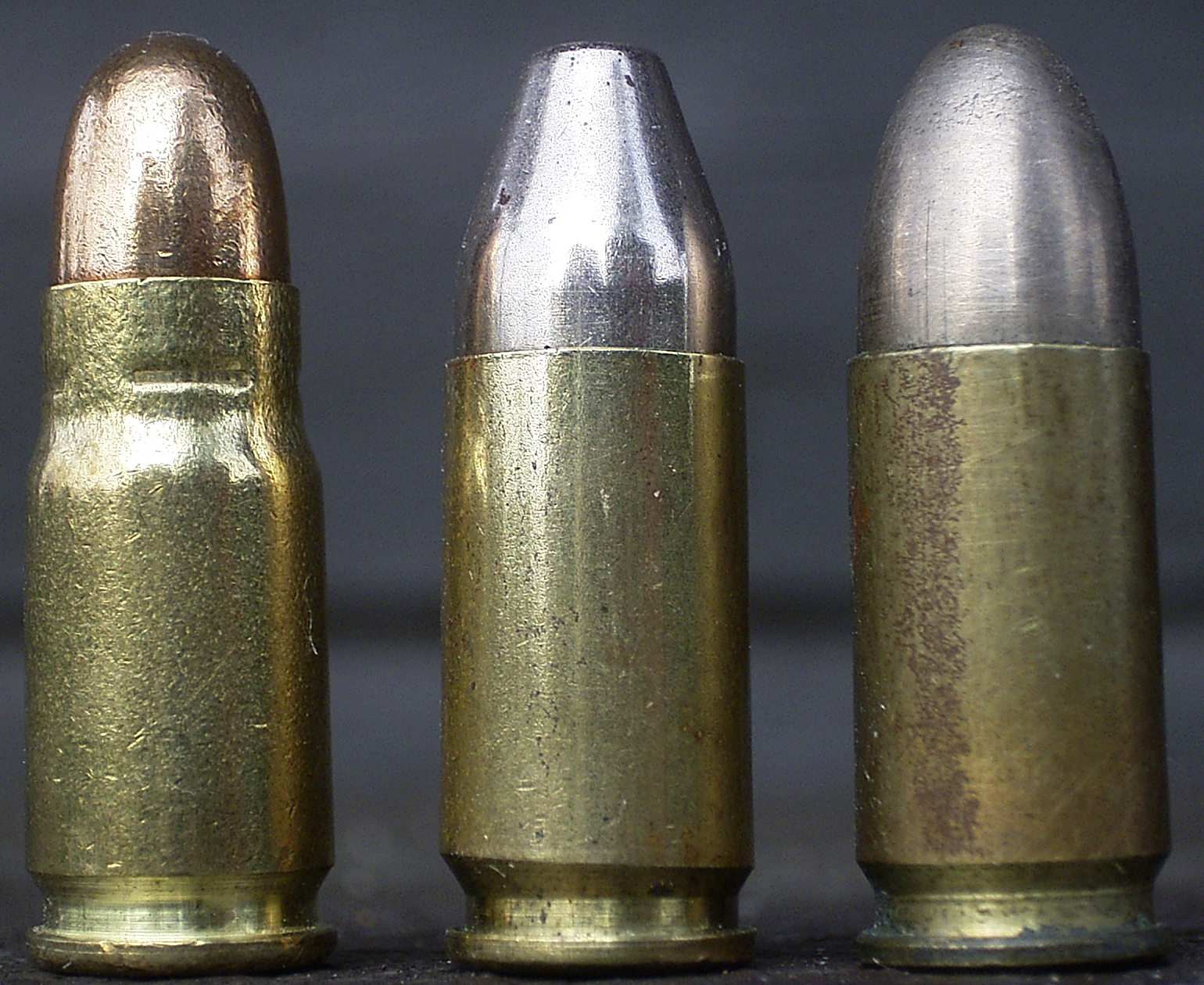
La cartuccia 7,65 mm Parabellum (sinistra) e due tipi di 9 mm Parabellum

Parabellum è l'appellativo e sorta di marchio che l'azienda tedesca Deutsche Waffen- und Munitionsfabriken (DWM) diede ad alcuni dei suoi prodotti, a cavallo del XIX e XX secolo, tra cui, ad entrambe le cartucce (7,65 x 21 e 9 x 19 mm) per la pistola Luger Parabellum.
Inizialmente, la DWM ereditò probabilmente questo nome trovato nel vecchio indirizzo telegrafico della filiale berlinese «ParabellumBerlin », che pare avesse anche come indirizzo stradale proprio Parabellum Straße (Berlin) o più probabilmente fu cambiato in seguito. In ogni modo, il nominativo Parabellum venne preso dal Ingegner G. Luger ed assegnato inizialmente alla pistola che progettò nel 1897; nel 1901 circa, l'appellativo fu dato ufficialmente anche alle cartucce, ed alcuni anni più tardi lo troviamo assegnato anche a varie mitragliatrici prodotte in DWM, come la MG 14 del 1914 e la MG 17 del 1916. Il nominativo fu usato più spesso in Europa e soprattutto in Svizzera.

## Etimologia
Il termine deriva dalla locuzione latina "Si vis pacem para bellum" (Se vuoi la pace, prepara la guerra), ricavata dall'opera Epitoma rei militaris di Flavio Vegezio Renato, dove però l'imperativo del verbo parare (preparare) era ovviamente staccato dal sostantivo bellum (guerra) in caso accusativo. Le due parole para-bellum vennero unite in una singola, molto probabilmente per necessità dei nominativi telegrafici dell'epoca. L'indirizzo telegrafico della filiale berlinese (ex Waffenfabrik Mauser AG ), assorbita dalla DWM per la quale Luger lavorava, era ParabellumBerlin, ma non è documentato se la fabbrica Mauser AG avesse già nominato l'indirizzo telegrafico in quel modo o se le fu assegnato dopo l'assorbimento in DWM.

## Storia
Nel giugno 1897, l'ingegner Georg Luger disegna una nuova pistola (la Borchardt-Luger Versuchsmodell III ) per le prove svizzere dell'anno seguente, quella che poi diventerà ufficialmente la «Luger Parabellum» con brevetti esclusivi del ingegner Luger. Ma per fare questo, prima ha bisogno di disegnare una nuova cartuccia adatta al progetto, più corta e più pratica, così nasce dalla sua mente la 7,65 Luger (più tardi anche .30 Luger, 7,65 mm Parabellum e 7,65 x 21 mm). Il termine Parabellum nasce presumibilmente nel 1899, a cui segue la registrazione nel Aprile 1900, ma sembra che fino al 1901 non risultino documenti DWM che riportino tale nominativo. L'arma era venduta dalla DWM col nome commerciale di Parabellum-Pistole, sicuramente dal 1901, dopo l'adozione svizzera. Ed è solo nel catalogo del 1904, che vengono nominate Parabellum  entrambe le munizioni per la pistola. Se la munizione in calibro 7,65 mm è nata con la pistola, e può dunque essere datata 1897, la cartuccia in calibro 9 mm, è del 1901 circa (ufficializzata e venduta già nel 1902). Nel 1902 i tecnici della DWM seguirono i disegni di Luger, allargando totalmente il colletto del bossolo 7,65 mm, fino ad ottenere un diametro interno di circa 9 mm ed accorciando l'altezza da 21 a 19 mm. La nuova munizione servirà per tutte le pistole Luger Parabellum camerate in 9 mm, e diventerà nota come 9mm Parabellum. Tuttavia, l'arma fu nota soprattutto in USA, col solo cognome del progettista, «Luger» appunto, come avvenuto anche con le due munizioni (.30 Luger e 9mm Luger - come facevano scrivere sui lati dell'arma), oppure per le varie sigle (P00, P04, P08, LP08, ecc) anche e soprattutto nel caso di altri fabbricanti, come la versione fabbricata dalla Mauser nel primo dopoguerra, la Mauser P08 (da Pistole modell 1908 ).

## Altri utilizzi del termine
Riferito alle armi può trattarsi della pistola Luger Parabellum, delle mitragliatrici Parabellum MG 14 e MG17.
I soldati del regio esercito italiano, durante la seconda guerra mondiale, utilizzarono il termine per identificare un mitra in dotazione all'esercito dell'Unione Sovietica: il PPŠ-41.

## Nel mondo
Il fatto che la cartuccia 9 mm Parabellum sia nata per interessi militari e che sia stata adottata da diverse forze militari e di polizia, non significa che abbia una destinazione esclusivamente militare, ma negli anni passati ciò ha sicuramente influenzato almeno i legislatori italiani in fatto di armi e munizioni civili, tanto che fino al 2022 la 9 Parabellum era vietata, perché considerata "munizione militare" o comunque inadatta ad uso civile.
La maggior parte dei produttori occidentali di armi corte, ha in catalogo almeno un modello camerato con questa munizione; dove l'appellativo Parabellum, come spiegato sopra, non ne definisce difatti la vocazione.

### Italia
In Italia il calibro 9 mm Parabellum, insieme al 7,62 × 51 mm NATO e 5,56 × 45 mm NATO, per anni è stato destinato esclusivamente alle forze di polizia e militari; mentre il 7,65 mm Parabellum era disponibile anche in ambito civile, restando fino agli anni ottanta la più potente cartuccia per pistola semiautomatica detenibile dai privati cittadini, muniti di licenza di porto d'armi.
Prima della seconda guerra mondiale, la differenza di calibro tra le nostre pistole di ordinanza (principalmente la Beretta mod 34 in calibro 9 corto) e i moschetti automatici (soprattutto il MAB 38 Beretta e varianti), permise di sviluppare una munizione 9 mm Parabellum specificamente dedicata all'uso delle armi lunghe: il 9 mm "M38" che era mediamente del 20% più performante dei 9 mm Parabellum esteri (soprattutto tedeschi ed inglesi).
Paradossalmente, sempre in Italia ebbe origine una 9 Parabellum depotenziata: era la "9mm Glisenti", camerata nelle omonime pistole Glisenti M1910 e Brixia 1912 (armi caratterizzate da una chiusura metastabile piuttosto fragile e quindi inadatte a sparare munizioni 9 parabellum a piena potenza), nella celebre pistola mitragliatrice "Villar Perosa", nel moschetto automatico Beretta mod 1918 (detto anche "siringa") e nella pistola semiautomatica Beretta mod 23 (adottata dalla Milizia Forestale). Il 9 mm Glisenti era virtualmente intercambiabile con il 9 mm Parabellum, ma sensibilmente meno performante.
La prima pistola italiana ad essere camerata in 9 mm Parabellum fu la Beretta mod 38 (dotata di semplice chiusura a massa), che non vide mai la luce se non a livello di prototipo, e successivamente la Beretta mod. 51 (adottata dalla Polizia Stradale); fino all'adozione della serie 92, negli ultimi anni settanta, quando prima nelle versioni S, SB ed infine F ed FS gradualmente sostituì la Beretta 34 nelle dotazioni di Esercito e Forze di Polizia.
La liberalizzazione graduale dei "calibri 9" in ambito civile cominciò nei primi anni ottanta con il 9x18 (o 9 ultra o 9 police), seguito dal 9x17 o 9 corto (9 browning short o. 380 ACP), fino a giungere alla creazione e catalogazione dell'alternativa italiana al 9 mm parabellum, cioè il 9 × 21 mm IMI.
La cartuccia 9 mm Parabellum è stata invece per anni disponibile al pubblico come 9 mm Luger (unicamente con palla in piombo nuda, come previsto dal catalogo nazionale nelle schede delle armi che la cameravano), ovvero i due revolver Smith & Wesson mod 547 e 940.
A partire dal 2010 la cartuccia divenne legale ai civili anche per le armi lunghe, e senza restrizioni sul tipo di ogiva da impiegare. Mentre il 21 dicembre 2021 la Camera dei deputati italiana ha approvato una legge europea che consente questo calibro anche nelle armi corte semiautomatiche destinate al mercato civile.